# Conrad Busken Huet
Conrad Busken Huet (ur. 28 grudnia 1826 w Hadze, zm. 1886 w Paryżu) – holenderski pisarz, krytyk literacki oraz redaktor.
Urodził się we francuskiej rodzinie protestanckiej, studiował teologię na uniwersytecie w Lejdzie, później został pastorem kościoła walońskiego w Haarlem, jednakże zrezygnował z powodu swoich modernistycznych poglądów. W latach 1858–1865 współpracował z liberalnym pisem De Gids,  w latach 1863–1865 był redaktorem pisma. Wyjechał do Holenderskich Indii Wschodnich, gdzie pracował jako dziennikarz. Podczas ostatnich lat swojego życia mieszkał w Paryżu.
Pisał skandalizujące powieści (np. Lidewyde), rozprawy krytycznoliterackie (np. Litterarische fantasiën en kritieken) oraz studia z zakresu dziejów kultury i sztuki Holandii (np. Het land van Rembrandt z zakresu kultury holenderskiej w XVII wieku). Jako krytyk wzorował się na Sainte-Beuve oraz Brandesie. Pisał o klasyce literatury holenderskiej, holenderskich poetach oraz o literaturze klasycznej oraz modernistycznej innych krajów.